# Dafenins
Els dafenins (Daphoeninae) són una subfamília extinta de mamífers carnívors de la família dels amficiònids que visqueren a Nord-amèrica entre l'Eocè superior i el Miocè inferior. Entre altres llocs, se n'han trobat fòssils al Monument Nacional de les Capes Fossilíferes de John Day i el comtat de Wheeler (Oregon), el comtat d'Alachua (Florida), el canyó Tecuya (Califòrnia) i el llac Pelletier (Alberta). Els representants d'aquest grup tenien un aspecte ursí, cobrien una àmplia gamma de dimensions, des de menys de 25 kg fins a 100 kg, i presentaven la bul·la auditiva més plesiomorfa de tots els amficiònids.